# Pelagische Inseln
Die Pelagischen Inseln (italienisch Isole Pelagie) sind eine Inselgruppe im Mittelmeer zwischen Tunesien, Malta und Sizilien. Sie sind vulkanischen Ursprungs. Administrativ bilden sie zusammen die Gemeinde Lampedusa e Linosa des Freien Gemeindekonsortiums Agrigent in der Autonomen Region Sizilien (Italien).
Der Name der Inseln leitet sich ab von dem griechischen Wort πέλαγος pélagos für „Meer“.

## Geographie
Geologisch gehört die zwischen dem Libyschen und Sizilischen Meer gelegene Inselgruppe zum afrikanischen Kontinent. Die Hauptinsel Lampedusa liegt auf der kürzesten Strecke nur 138 Kilometer östlich der tunesischen Küste, Durch ihre Lage zwischen dem 35. und dem 36. Breitengrad sind sie der südlichste Teil Italiens.
Die Inselgruppe besteht aus folgenden drei Hauptinseln:
- Lampedusa
- Linosa
- Lampione

Die Inseln bilden die Gemeinde Lampedusa e Linosa mit 6522 Einwohnern (Stand 31. Dezember 2023). Benannt ist die Gemeinde nach den beiden bewohnten Inseln, während das nur etwa vier Hektar große Lampione unbewohnt ist. Ebenfalls zur Inselgruppe zählen das Eiland Isola dei Conigli, das Lampedusa unmittelbar vorgelagert ist, sowie weitere Felsen.
Das Klima ist vor allem in den Sommermonaten gekennzeichnet durch große Hitze und geringe Niederschläge.

## Flora und Fauna

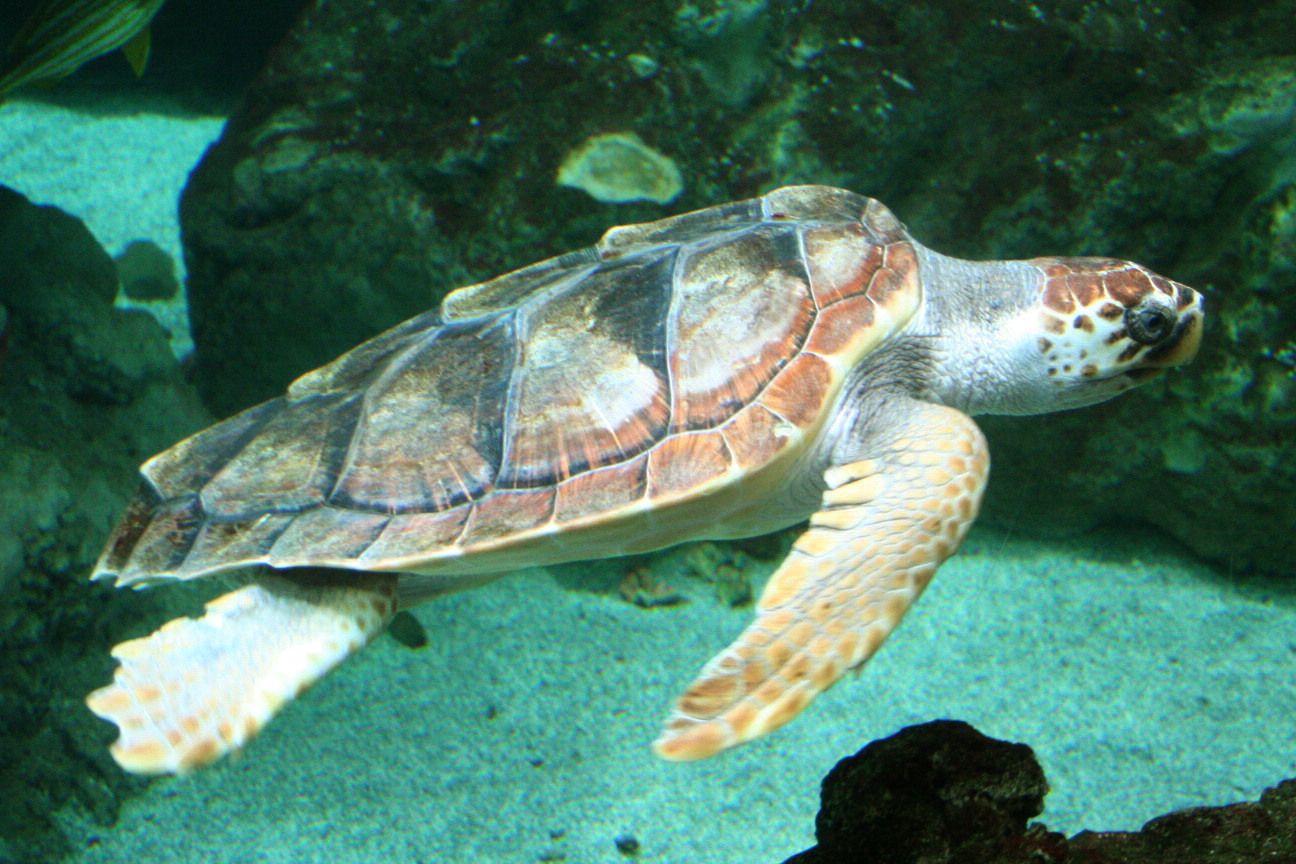
Karettschildkröte

Manche der hier vorkommenden Arten sind sogenannte pelago-maltesische Endemiten, sie finden sich also nur auf den Pelagischen Inseln und auf Malta (z. B. Linaria pseudolaxiflora, Elatine gussonei und Daucus lopadusanus).
Einige Strände der Pelagischen Inseln dienen den Karettschildkröten als Platz zur Eiablage. Um die Tierart zu schützen, wurden 2002 Teile der Pelagischen Inseln unter Naturschutz gestellt und das Naturreservat Riserva Marina Isole Pelagie eingerichtet.

## Wirtschaft und Verkehr
Die Bewohner von Lampedusa und Linosa leben vom Fischfang, von der Landwirtschaft und zunehmend vom Tourismus.
Lampedusa und Linosa sind täglich mit einer Fähre von der sizilianischen Hafenstadt Porto Empedocle aus zu erreichen. Nach Lampedusa verkehrt täglich ein Flugzeug von Palermo aus. Während der Sommersaison werden auch Flüge von anderen italienischen Großstädten angeboten.